# B-7 (bazowy środek pływający)
B-7, poprzednio Z-7 – bazowy środek pływający Marynarki Wojennej, jej obecna klasyfikacja to barka śmieciarka (nazywana jest także barką ekologiczną). Służy do zbierania oraz utylizacji odpadów ropopochodnych z innych jednostek pływających. Dawny zbiornikowiec Z-7, wraz z bliźniaczymi Z-5 i Z-6 zbudowany według projektu 500. Przebudowa została dokonana według projektu 9235.

## Konstrukcja

### Wymiary
Długość całkowita B-7 wynosi 42,20 m, a między pionami 39,40. Szerokość barki na owrężu to 6,64 m, a maksymalna 7 m. Zanurzenie jednostki wynosi 3,10 m, wysokość boczna 3,45 m. Wyporność B-7 wynosi 616 ton. Nośność barki wynosi 210 ton. Załoga etatowa to 7 osób.

### Napęd i zespoły prądotwórcze
Barka nie posiada własnego napędu (napęd zdemontowano podczas przebudowy w 1993 roku, pozostawiono jedynie kocioł parowy VX704, który znajduje się w pomieszczeniu kotłowni) i musi być pchana przez holownik. Energię elektryczną 2 zespoły prądotwórcze Andrychów ZE400/53.

### Kadłub i nadbudówki
Dziobową część kadłuba B-7 zajmują zbiorniki wody zęzowej i balastowej, paliwa okrętowego, zanieczyszczonego i oczyszczonego, paliwa z wód zęzowych, fekaliów, osadów wody zęzowej i paliwa. W dziobówce znajdują się warsztaty i magazyny. Na pokładzie głównym znajdują się: łódź robocza ŁR5 z doczepnym silnikiem Wicher 25 o mocy 18 kW oraz żuraw o udźwigu 0,63 tony i wysięgu 4,25 m do jej obsługi. Powiększony przedział siłowni zajmują: 2 agregaty prądotwórcze, spalarka śmieci, urządzenie obróbki fekaliów oraz pozostałe systemy utylizacji odpadów. Na rufie znajdują się kotłownia i sam kocioł, zbiornik wody pitnej i skrajnik rufowy. Barka ma nadbudówkę dwukondygnacyjną, umieszczoną blisko rufy. Pierwsza kondygnacja mieści: kuchnię z jadalnią, przebieralnię, blok sanitarny, szyb kotłowni oraz pomieszczenia marynarzy (1 kabina czteroosobowa i 1 dwuosobowa). Sterówka została przebudowana na kabinę dowódcy barki.

### Uzbrojenie
Barka nie posiada stałego uzbrojenia, ale posiada możliwość montażu dwóch podwójnych stanowisk przeciwlotniczej armaty morskiej kalibru 23 mm typu 2M-3M po jednym na dziobie i na rufie.

### Wyposażenie Ekologiczne
Na wyposażenie ekologiczne barki B-7 składa się:
- Pływająca zapora przeciwolejowa służy do ogrodzenia zanieczyszczonego akwenu. Zapora jest podzielona na 20 sekcji, każda po 12,5 m, zanurzona na 0,5 m a wystająca ponad lustro wody na 0,25 m. Ustawieniem zapory zajmuje się łódź pokładowa ŁR5.
- Pływający zbieracz oleju służy do zbierania zanieczyszczeń z akwenu ogrodzonego przez zaporę. Urządzenie ma wydatek 170-200l/min, a zebrane zanieczyszczenia przekazywane są do zbiorników.
- Odolejacz i wirówka mają za zadanie oczyszczać zawodnione paliwo lub olej, który jest potem przekazywany do zbiorników.
- Urządzenie do oczyszczania ścieków fekalnych neutralizuje fekalia i po uznaniu ich za nieszkodliwe, wydala za burtę. Urządzenie oczyszcza ścieki typu Biologiczno-chemicznego i ma wydajność 3,85 m³/dobę

- Spalarka śmieci może utylizować odpady stałe (wydajność 50 kg/h) i płynne (wydajność 30 kg/h).

## Historia
Na początku lat 50. XX wieku biuro projektowe CBKO-2 opracowało projekt zbiornikowiec paliwowy proj. 500 . Trzy takie jednostki weszły do służby w Marynarce Wojennej w 1961 roku, a oznaczono je: Z-5, Z-6, Z-7. W 1965 roku weszła do służby barka śmieciarka B-7, którą wycofano w 1990 roku. Zbiornikowce proj. 500 wycofano w 1992 (Z-5) i 1993 (Z-6) roku. Zbiornikowiec Z-7 postanowiono przebudować na następną barkę śmieciarkę. W 1991 roku w Spółdzielczym Przedsiębiorstwie Produkcyjno-Usługowym „Rodus” opracowano założenia przebudowy, a w 1993 roku w Pracowni Projektowej Ośrodka Postępu Technicznego Stoczni „Bałtyk” w Gdańsku projekt przebudowy. Projekt zakładał:
- Powiększenie przedziału maszynowego
- Likwidację pompowni i części zbiorników
- Przebudowę sterówki na pomieszczenie mieszkalne
- Likwidację pomostu komunikacyjnego nad zbiornikami
- Zmianę rozplanowania wewnętrznego 1 kondygnacji nadbudówki
- Likwidację napędu, linii wałów, śruby, steru, starych agregatów prądotwórczych oraz wielu urządzeń w siłowni

Przebudowy dokonała Stocznia Remontowa „Nauta”  w Gdyni.

## Służba
Podniesienie bandery na Z-7 odbyło się 14 lipca 1961 roku. Jednostka do 1993 roku bazowała w Porcie Wojennym w Świnoujściu w ramach 42. dywizjonu Pomocniczych Jednostek Pływających. Jednostka podczas służby w Świnoujściu transportowała oraz wydawała paliwo oraz inne środki naftowe.
Gdyńska Stocznia Remontowa Nauta w roku 1993 dokonała przebudowy zbiornikowca Z-7 na barkę śmieciarkę B-7 według projektu 9235. W 1993 roku barka została włączona w skład 45. dywizjonu Pomocniczych Jednostek Pływających, a od 2005 roku służy w Dywizjonie Pomocniczych Jednostek Pływających w Gdyni . Jednostka przeszła remont główny w stoczni NET Marine Marine Power Service Sp. z o.o. ze Szczecina w 2018 roku.

### Przeznaczenie
Obecnie barka służy do gromadzenia mieszaniny wody i paliwa, workowanych odpadów stałych, szlamu i fekaliów, materiałów ropopochodnych w Porcie Wojennym Gdynia oraz Punkcie Bazowania Hel oraz utylizacji śmieci stałych lub płynnych.

## Kalendarium
W kalendarium barki B-7 opisane są najważniejsze wydarzenia z budowy i eksploatacji jednostki 
- 21 listopada 1960 roku – położenie stępki pod jednostkę w Stoczni Północnej w Gdańsku.
- 4 marca 1961 roku – wodowanie jednostki w Stoczni Północnej w Gdańsku.
- 30 czerwca 1961 roku – przekazanie barki Marynarce Wojennej.
- 14 lipca 1961 roku – podniesienie bandery na barce.
- 1 października 1990 roku – przeklasyfikowanie zbiornikowca na barkę śmieciarkę.
- 2018 – remont główny barki w stoczni w Szczecinie.